# Metapelma tenuicrus
Metapelma tenuicrus is een vliesvleugelig insect uit de familie Eupelmidae. De wetenschappelijke naam is voor het eerst geldig gepubliceerd in 1925 door Gahan.